# テイラー・ソーセド
テイラー・アンドリュー・ソーセド（Tayler Andrew Saucedo, 1993年6月18日 - ）は、アメリカ合衆国ハワイ州ホノルル出身のプロ野球選手（投手）。左投左打。MLBのシアトル・マリナーズ所属。
発音指標ではソーセイドー（saw-SAY-doe）がより近い。

## 経歴

### プロ入りとブルージェイズ時代
2015年のMLBドラフト21巡目（全体632位）でトロント・ブルージェイズから指名され、プロ入り。契約後、傘下のアパラチアンリーグのルーキー級ブルーフィールド・ブルージェイズでプロデビュー。A-級バンクーバー・カナディアンズでもプレーし、2球団合計で13試合（先発9試合）に登板して4勝2敗1セーブ、防御率2.48、49奪三振を記録した。
2016年はA級ランシング・ラグナッツでプレーし、28試合（先発16試合）に登板して8勝11敗、防御率5.91、71奪三振を記録した。
2017年はA級ランシングとA+級ダニーデン・ブルージェイズでプレーし、2球団合計で33試合（先発13試合）に登板して5勝3敗1セーブ、防御率4.48、85奪三振を記録した。オフにはオーストラリアン・ベースボールリーグのキャンベラ・キャバルリーでプレーした。
2018年はA+級ダニーデンとAA級ニューハンプシャー・フィッシャーキャッツでプレーし、2球団合計で26試合に先発登板して10勝9敗、防御率4.21、104奪三振を記録した。
2019年はAA級ニューハンプシャーとAAA級バッファロー・バイソンズでプレーし、2球団合計で36試合（先発8試合）に登板して8勝2敗、防御率3.61、69奪三振を記録した。
2020年はCOVID-19の影響はマイナーリーグのシーズンが中止となり、公式戦の登板は無かった。
2021年は5月のマイナーリーグ開幕からAAA級バッファローでプレーした。6月12日にメジャー契約を結んでアクティブ・ロースター入りすると、17日のニューヨーク・ヤンキース戦でメジャーデビュー。この年メジャーでは29試合に登板して防御率4.56、19奪三振を記録した。

### マリナーズ時代
2022年11月9日にウェイバー公示を経てニューヨーク・メッツへ移籍したが、2023年1月4日にDFAとなった。
2023年1月31日にウェイバー公示を経てシアトル・マリナーズへ移籍した。3月19日にオプションで傘下AAA級タコマ・レイニアーズへ配属された。開幕は傘下AAA級タコマで迎え、4月18日にメジャーに昇格した。

## 詳細情報

### 年度別投手成績
| 年 度    | 球 団    | 登 板 | 先 発 | 完 投 | 完 封 | 無 四 球 | 勝 利 | 敗 戦 | セ 丨 ブ | ホ 丨 ル ド | 勝 率 | 打 者 | 投 球 回 | 被 安 打 | 被 本 塁 打 | 与 四 球 | 敬 遠 | 与 死 球 | 奪 三 振 | 暴 投 | ボ 丨 ク | 失 点 | 自 責 点 | 防 御 率 | W H I P |
| -------- | -------- | ----- | ----- | ----- | ----- | -------- | ----- | ----- | -------- | ----------- | ----- | ----- | -------- | -------- | ----------- | -------- | ----- | -------- | -------- | ----- | -------- | ----- | -------- | -------- | ------- |
| 2021     | TOR      | 29    | 0     | 0     | 0     | 0        | 0     | 0     | 0        | 1           | ----  | 109   | 25.2     | 22       | 1           | 10       | 0     | 2        | 19       | 2     | 1        | 14    | 13       | 4.56     | 1.25    |
| 2022     | TOR      | 4     | 0     | 0     | 0     | 0        | 0     | 0     | 0        | 0           | ----  | 15    | 2.2      | 6        | 3           | 1        | 0     | 0        | 0        | 0     | 0        | 4     | 4        | 13.50    | 2.63    |
| 2023     | SEA      | 52    | 0     | 0     | 0     | 0        | 3     | 2     | 1        | 3           | .600  | 207   | 47.2     | 41       | 2           | 23       | 1     | 6        | 43       | 1     | 0        | 20    | 19       | 3.59     | 1.34    |
| 2024     | SEA      | 53    | 0     | 0     | 0     | 0        | 2     | 0     | 3        | 7           | 1.000 | 166   | 38.2     | 35       | 3           | 18       | 3     | 2        | 38       | 1     | 0        | 15    | 15       | 3.49     | 1.37    |
| MLB：4年 | MLB：4年 | 138   | 0     | 0     | 0     | 0        | 5     | 2     | 4        | 11          | .714  | 497   | 114.2    | 104      | 9           | 52       | 4     | 10       | 100      | 4     | 1        | 53    | 51       | 4.00     | 1.36    |

- 2024年度シーズン終了時

### 年度別守備成績
| 年 度 | 球 団 | 投手（P） | 投手（P） | 投手（P） | 投手（P） | 投手（P） | 投手（P） |
| 年 度 | 球 団 | 試 合     | 刺 殺     | 補 殺     | 失 策     | 併 殺     | 守 備 率  |
| ----- | ----- | --------- | --------- | --------- | --------- | --------- | --------- |
| 2021  | TOR   | 29        | 0         | 6         | 0         | 0         | 1.000     |
| 2022  | TOR   | 4         | 0         | 0         | 0         | 0         | ----      |
| 2023  | SEA   | 52        | 0         | 10        | 2         | 0         | .833      |
| 2024  | SEA   | 53        | 0         | 9         | 1         | 0         | .900      |
| MLB   | MLB   | 138       | 0         | 25        | 3         | 0         | .893      |

- 2024年度シーズン終了時

### 背番号
- 52（2021年 - 同年途中）
- 54（2021年途中 - 2022年）
- 60（2023年 - ）